# Verdun (Nou Barris)
|  | Aquest article tracta sobre el barri de Verdum de Barcelona. Vegeu-ne altres significats a «Verdum (ocell)». |

Verdum, o Verdun, és un barri del districte de Nou Barris de la ciutat de Barcelona. Amb forma de triangle, està delimitat pels carrers Artesania, Via Júlia i Via Favència/Ronda de Dalt.
Dues grans promocions d'edificis van donar origen al barri: els Habitatges del Governador, construïts entre 1952 i 1955, de baixa qualitat i només 20 metres quadrats cada un, i el polígon de l'Obra Sindical del Hogar, entitat promotora que també va edificar el barri de la Trinitat Nova.
Molts d'aquests habitatges van ser reconstruïts posteriorment, en un esforç de l'Ajuntament per rehabilitar el barri. Va obrir-se la plaça de Joan Riera, es va construir un aparcament subterrani a la plaça de Francesc Layret, es va remodelar la plaça Verdum i alguns carrers es convertiren en zona de vianants, com els de Joaquim Valls i de Casals i Cuberó.
El primer espai del barri és al voltant de la placeta de Charlot, i el segon té com a eix la plaça del Verdum, en referència a l'ocell anomenat així. La denominació Verdun que s'ha donat al barri prové de la ciutat on va haver-hi la històrica batalla de Verdun de la primera guerra mundial, i va ser la que l'any 1919 va aprovar l'Ajuntament en donar el nom al passeig de Verdun.